# Santa Tecla de Basto

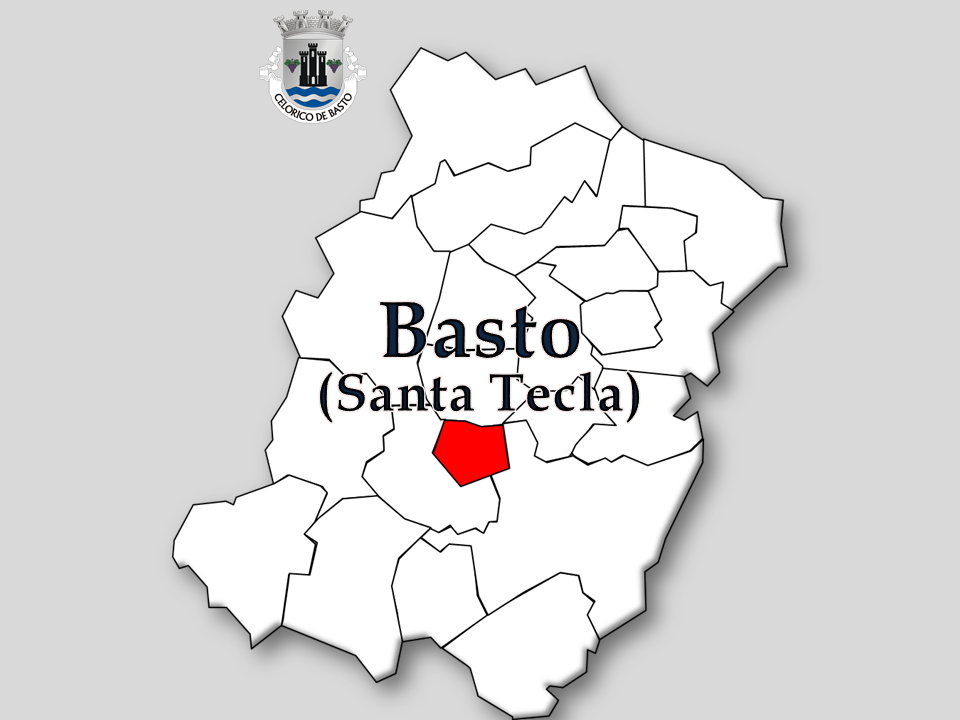
Localização da Freguesia de Basto (Santa Tecla) no Município de Celorico de Basto

Santa Tecla de Basto é uma povoação portuguesa do Município de Celorico de Basto que foi sede da extinta Freguesia de Santa Tecla de Basto, freguesia que tinha 3,21 km² de área e 212 habitantes (2011), e, por isso, uma densidade populacional de 66 hab/km².
A Freguesia de Santa Tecla de Basto foi extinta em 2013, no âmbito de uma reforma administrativa nacional, tendo sido agregada à Freguesia de Carvalho, para formar uma nova freguesia denominada União das Freguesias de Carvalho e Basto (Santa Tecla) com a sede em Carvalho.
Santa Tecla de Basto agregava entre os seus lugares principais Aveia, Barroca, Bouça, Cascalho, Casa Nova, Chãos, Cimo de Vila, Costa de Além, Fragas, Lamas, Lameiro, Lemeirinhos, Levandeira, Morada, Nogueira, Outeirinho, Pensal, Parede Nova, Ponte, Quintã, Reigada, Residência, Rio, São Martinho, Toutaim, Toutinheira, Travassos.

## População
| População da freguesia de Basto (Santa Tecla) (1864 – 2011) | População da freguesia de Basto (Santa Tecla) (1864 – 2011) | População da freguesia de Basto (Santa Tecla) (1864 – 2011) | População da freguesia de Basto (Santa Tecla) (1864 – 2011) | População da freguesia de Basto (Santa Tecla) (1864 – 2011) | População da freguesia de Basto (Santa Tecla) (1864 – 2011) | População da freguesia de Basto (Santa Tecla) (1864 – 2011) | População da freguesia de Basto (Santa Tecla) (1864 – 2011) | População da freguesia de Basto (Santa Tecla) (1864 – 2011) | População da freguesia de Basto (Santa Tecla) (1864 – 2011) | População da freguesia de Basto (Santa Tecla) (1864 – 2011) | População da freguesia de Basto (Santa Tecla) (1864 – 2011) | População da freguesia de Basto (Santa Tecla) (1864 – 2011) | População da freguesia de Basto (Santa Tecla) (1864 – 2011) | População da freguesia de Basto (Santa Tecla) (1864 – 2011) |
| ----------------------------------------------------------- | ----------------------------------------------------------- | ----------------------------------------------------------- | ----------------------------------------------------------- | ----------------------------------------------------------- | ----------------------------------------------------------- | ----------------------------------------------------------- | ----------------------------------------------------------- | ----------------------------------------------------------- | ----------------------------------------------------------- | ----------------------------------------------------------- | ----------------------------------------------------------- | ----------------------------------------------------------- | ----------------------------------------------------------- | ----------------------------------------------------------- |
| 1864                                                        | 1878                                                        | 1890                                                        | 1900                                                        | 1911                                                        | 1920                                                        | 1930                                                        | 1940                                                        | 1950                                                        | 1960                                                        | 1970                                                        | 1981                                                        | 1991                                                        | 2001                                                        | 2011                                                        |
| 625                                                         | 605                                                         | 600                                                         | 604                                                         | 581                                                         | 677                                                         | 654                                                         | 682                                                         | 666                                                         | 635                                                         | 512                                                         | 446                                                         | 296                                                         | 279                                                         | 212                                                         |

## Património
- Igreja Paroquial de Basto (Santa Tecla);
- Capela da Senhora da Graça.